# Бронішево (Підляське воєводство)
Бронішево (пол. Broniszewo) — село в Польщі, у гміні Тикоцин Білостоцького повіту Підляського воєводства.
Населення — 106 осіб (2011).
У 1673 році село належало доньці надвірного маршалка коронного Яна Клеменса Браницького Александрі Катажині, а в 1795 році входило до Більської землі Підляського воєводства.
У 1975-1998 роках село належало до Білостоцького воєводства.

## Демографія
Демографічна структура станом на 31 березня 2011 року:
|          | Загалом | Допрацездатний вік | Працездатний вік | Постпрацездатний вік |
| -------- | ------- | ------------------ | ---------------- | -------------------- |
| Чоловіки | 48      | 9                  | 34               | 5                    |
| Жінки    | 58      | 10                 | 30               | 18                   |
| Разом    | 106     | 19                 | 64               | 23                   |